# Max Duttenhofer

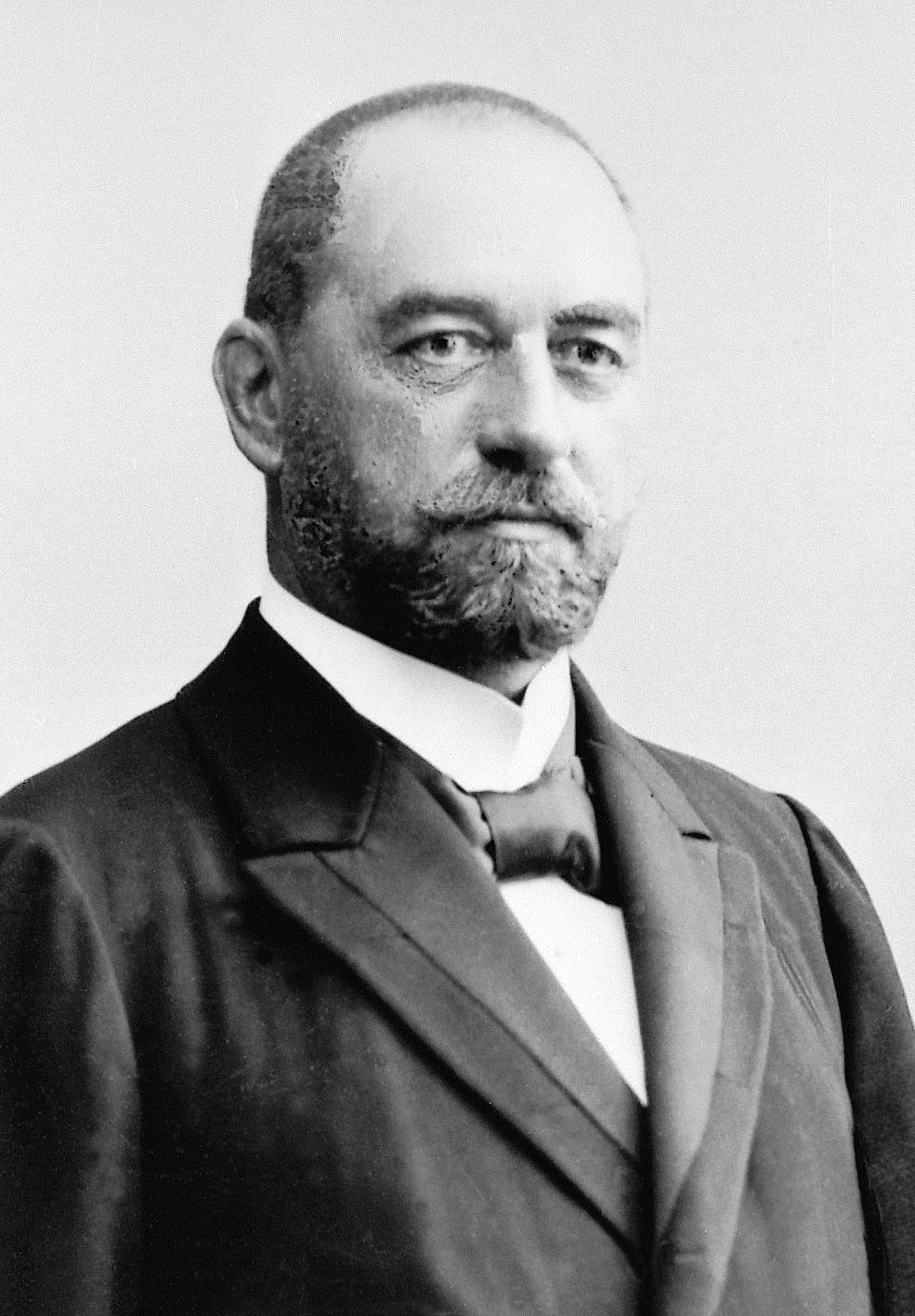
Max von Duttenhofer.

Max Wilhelm von Duttenhofer, född 20 maj 1843 i Rottweil, död 14 augusti 1903 i Tübingen, var en tysk industriman.
Duttenhofer studerade sprängämnenas kemi och övertog ledningen av krutbruken i Rottweil, inrättade 1877 en ny krutfabrik vid Düneberg nära Hamburg, och grundlade 1884 - efter köp av flera sydtyska krutbruk - det mäktiga bolaget Rheinisch-Westfälische Pulver-Fabriken i Köln med filial i Sankt Petersburg. På tillskyndan av Alfred Krupp hade han emellertid 1882 påbörjat framställning i stor skala av prismatiskt krut, och 1887 fick han patent på ett nytt röksvagt krut, framställt av nitrocellulosa.
År 1889 fick Duttenhofer till stånd en kartell mellan samtliga mer betydande sprängämnesfabriker i Tyskland med stöd även av de mäktiga krut- och sprängämnesbruken i Glasgow. Han bidrog i hög grad till att utveckla denna industri, både som fabrikant och industriell organisatör och att 1898 genom en miljondonation grundlägga ett centrallaboratorium för vetenskapliga och tekniska sprängämnesundersökningar i Neubabelsberg. Han var även mycket verksam för utvecklingen av den tyska motor- och bilindustrin. Han adlades 1896.